# Canon-EOS-Analogkameras

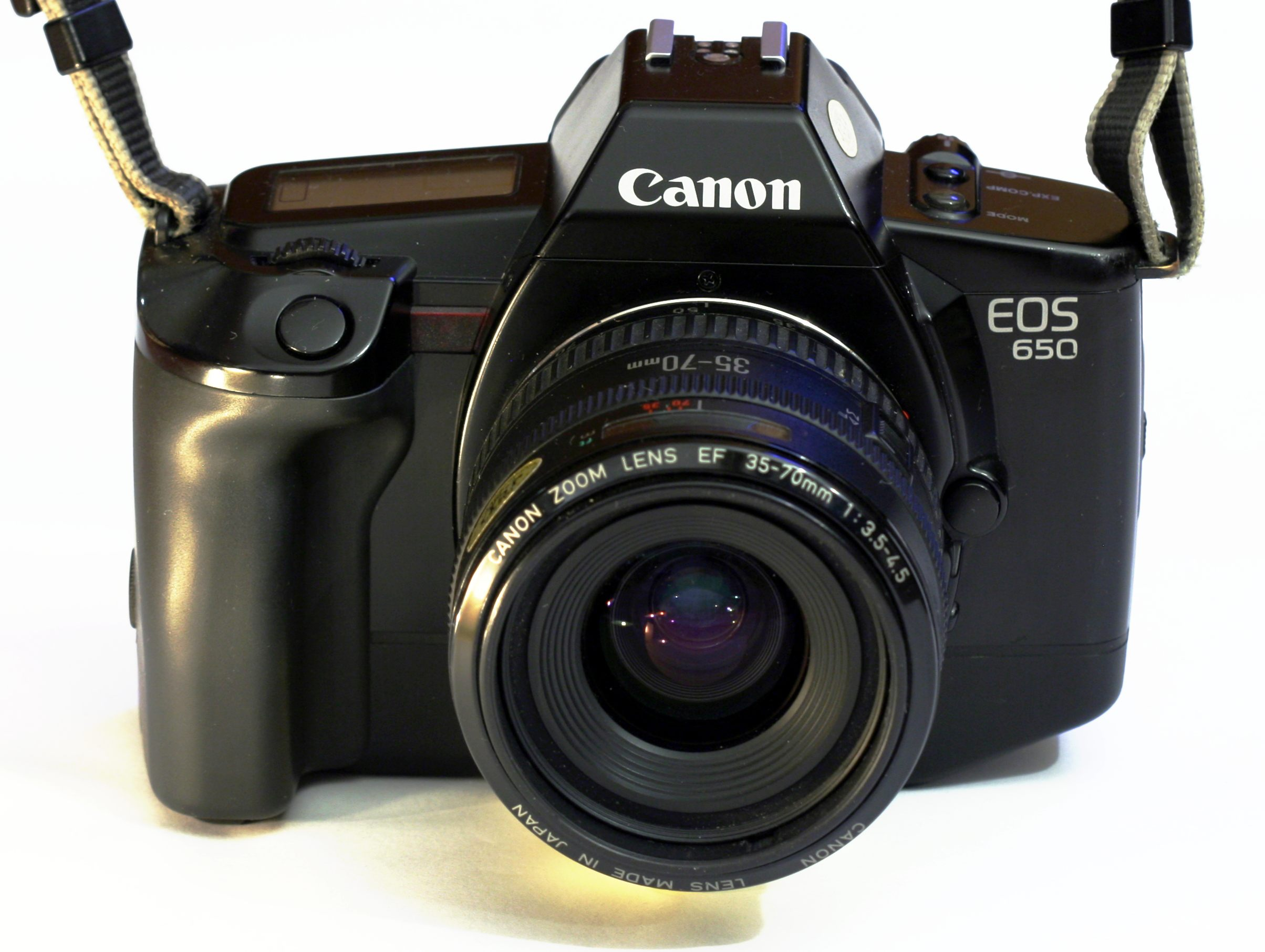
Eine Canon 650, das erste Modell der EOS-Reihe (1987), mit einem EF 35–70 mm 3.5–4.5-Objektiv

Logo des EOS-Systems

Die EOS-Reihe (Electro-Optical System) der Firma Canon ist eine Familie von Spiegelreflexkameras für analogen Kleinbildfilm und dazu passenden Wechselobjektiven. Seit dem ersten Modell EOS 650 von 1987 sind alle Kameras der Baureihe mit Autofokus ausgestattet, was für Canon einen grundlegenden Technologiewechsel bedeutete.
Canon behielt beim späteren, weiteren Systemwechsel auf digitale Spiegelreflexkameras ab dem Jahr 2000 die Bezeichnung EOS bei, allerdings mit dem Zusatzbuchstaben D vor oder hinter der Typenbezeichnung. Ohne diese Erweiterung im Namen handelt es sich um die hier beschriebenen Kameras für 35-mm-Kleinbildfilm und APS-Film. Der 1987 mit der EOS-Reihe eingeführte Bajonettanschluss EF-Bajonett für Wechselobjektive blieb im Wesentlichen unverändert, weshalb damalige Objektive heute noch verwendbar sind.

## Kategorien
Anhand der Modellbezeichnungen lassen sich die Modelle nach Qualität und Merkmalen weitgehend eindeutig kategorisieren. Während die Profimodelle meistens einstellige Modellbezeichnungen (z. B. EOS 1, EOS 3) aufweisen, sind die semiprofessionellen Modelle meist zweistellig (z. B. EOS 33, EOS 10) und die Amateurmodelle drei- oder vierstellig (z. B. EOS 300, EOS 3000).
Die Bezeichnung wird zusätzlich um Buchstaben erweitert, die bestimmte Merkmale oder den Fortschritt einer Modellreihe dokumentieren. Diese Erweiterung ist vielfältiger als die Modellbezeichnung. So wurden die Buchstaben n oder v als Erweiterung für überarbeitete Modelle verwendet (z. B. EOS 1N, EOS 1V), die Buchstaben RS oder RT (RT für real time) kennzeichnen Spezialmodelle mit feststehendem Spiegel, von denen prinzipiell die Bezeichnung „EOS“ abgeleitet wurde (z. B. EOS 1RS, EOS RT).
Auf dem amerikanischen Markt wurden (und werden) die Modelle der Einsteiger-Reihe als EOS Rebel (DSLR: EOS Digital Rebel) und auf dem japanischen Markt als EOS Kiss (DSLR: EOS Kiss Digital) vertrieben. Die „zweistelligen“ Prosumer-Modelle trugen auf dem amerikanischen Markt die Bezeichnung EOS Elan und in Japan durchgängig die Bezeichnung EOS 7. Mit dem Übergang zu den digitalen Modellen der EOS-D-Reihe wurden letztere Bezeichnungen international angeglichen, während die Differenzierung in Rebel bzw. Kiss auch bei den digitalen Modellen fortbesteht.

## Objektive

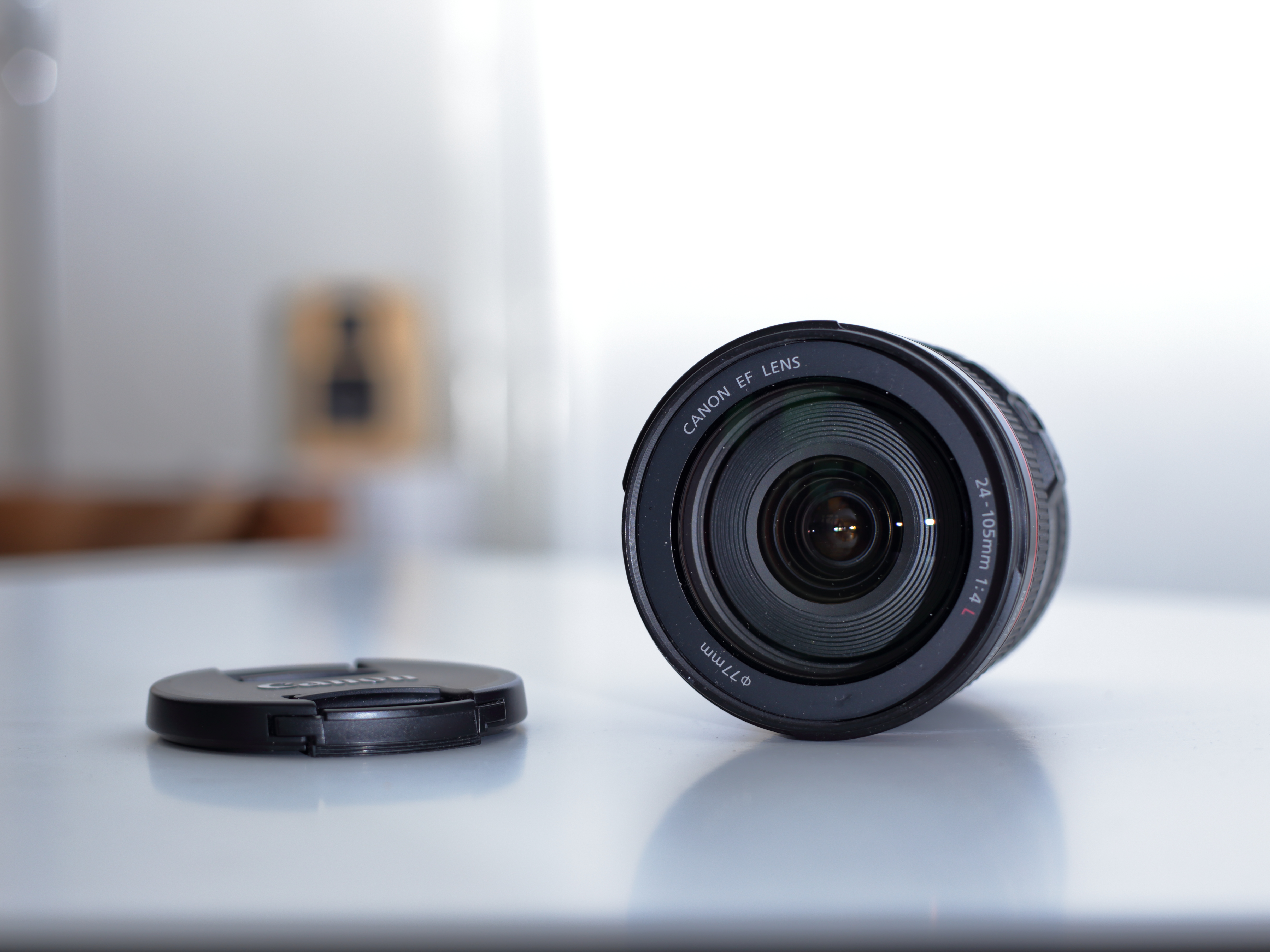
Canon-Objektiv: EF 24-105mm 1:4 USM

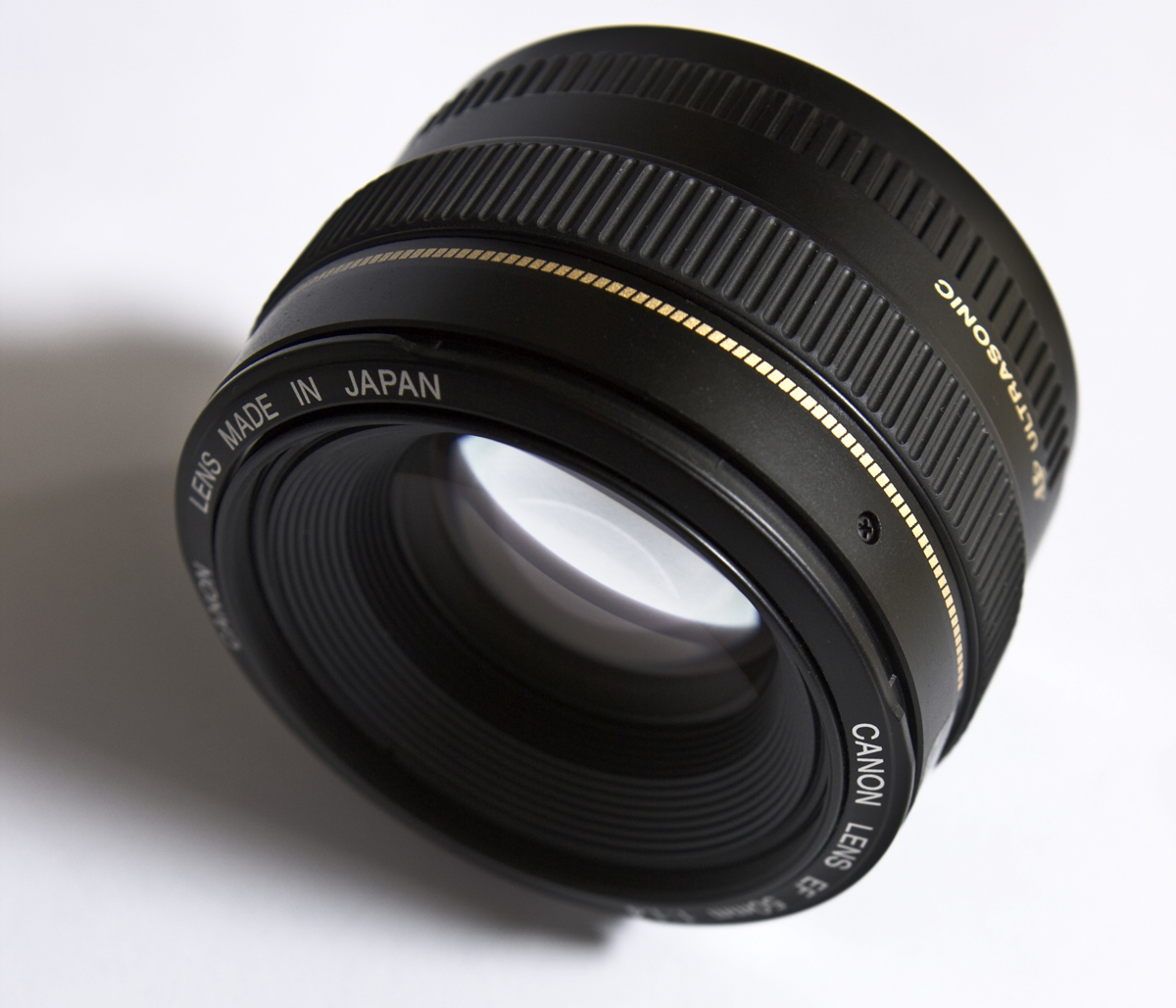
Canon-Objektiv: EF 50 mm 1:1,4 USM

Die Objektive für die EOS-Kameras werden als EF-Objektive bezeichnet. Das Kürzel „EF“ steht dabei für „Electronic Focus“, also „elektronische Scharfstellung“. Die Kommunikation zwischen Kamera und Objektiv erfolgt rein elektronisch, auch die Steuerung der Blende funktioniert durch einen elektrischen Antrieb im Objektiv. Ältere, als FD-Objektive bezeichnete Modelle können an dem neu gestalteten Bajonettanschluss der EOS-Kameras nicht ohne weiteres verwendet werden. Für diesen Zweck hat Canon kurz nach der Einführung des EF-Bajonetts zwei Adapter angeboten, die nur über den Profi-Service von Canon vertrieben wurden. Diese Adapter wurden nur in begrenzten Stückzahlen hergestellt und sind daher heute extrem selten am Gebrauchtmarkt anzutreffen.
Gerade die Qualität und die Masse an unterschiedlichen Objektiven (derzeit 54 EF-Objektive von 8 bis 800 mm; das 1200-mm-Tele wird nicht mehr gelistet) führte zu einer weiten Verbreitung im Presse- und Profibereich. Die EF-Objektive können sowohl an analogen Canon-EOS-Kameras als auch an den digitalen Modellen genutzt werden.
Objektive der L-Klasse sind vor allem für professionelle Anwender konzipiert, da sie besonders aufwendig vergütete Linsenelemente besitzen und oft auch gegen Umwelteinflüsse (wie etwa Sand und Spritzwasser) abgedichtet sind. Diese Objektive sind leicht an ihrem auffälligen roten Ring sowie dem ebenfalls roten Buchstaben „L“ erkennbar. Alle älteren Teleobjektive der L-Klasse haben zudem eine hellgraue Lackierung (RAL 7044/Seidengrau). Inzwischen sind die Objektive jedoch in einem anderen Grau lackiert. Offiziell steht das „L“ für „Luxury“. In der Canon-Fachliteratur wird auch angegeben, dass sich das „L“ ganz schlicht auf „Lens“ bezieht. Es wird immer wieder vermutet, dass die ursprüngliche Bedeutung „asphericaL“ oder „Low Dispersion“ sei, dafür gibt es jedoch keine Belege. Außerdem besitzen nur etwa die Hälfte der L-Objektive tatsächlich asphärische Linsen. Aufgrund der verschiedenen Quellen, die dieses „L“ definieren wollen, ist es nicht ausgeschlossen, dass die Bezeichnung mit der Zeit – und den sich verändernden Ansprüchen der Käufer – bewusst in Werbung und Fachliteratur angepasst wurde.

## Autofokus
Bei der Einführung der Autofokusobjektive im Jahre 1987 wurde von Canon nicht nur der Bajonettanschluss (ehemalige FD-Objektive) geändert, sondern auch der Autofokusmotor in das Objektiv verlegt. So besitzt nun jedes Objektiv einen eigenen Motor, der an die spezifischen Bedingungen des Objektivtyps angepasst ist. Dies ist zwar teurer, aber es können je nach Preisklasse des Objektives sowohl einfache und langsame Ringkernmotoren oder sehr schnelle, teure Motoren (USM, Ultraschallantrieb) als auch kräftige Motoren bei den lichtstarken Superteleobjektiven eingebaut werden.
Noch vor der Einführung des EF-Bajonettanschlusses bot Canon mit der T80 ein gesondertes Autofokussystem an. Canon hatte zum damaligen Zeitpunkt drei spezielle AC-Objektive mit FD-Anschluss im Sortiment, deren Autofokus nur mit der Canon T80 eingesetzt werden konnte. Da kurz darauf das EF-Bajonett und EF-Objektive mit integriertem AF-Motor eingeführt wurden, stellte sich dieses System auf dem Markt als nicht mehr zeitgemäß heraus.
Einige Modelle besaßen augengesteuerten Autofokus. Dabei wird an der Stelle scharfgestellt, wohin man durch den Sucher schaut.

## Bildstabilisierung
Ab ca. 1995 kamen dann Objektive mit Bildstabilisierung (Image Stabilizer, Kürzel: IS) dazu. Im Gegensatz zu digitalen Spiegelreflexkameras von Konica Minolta (heute: Sony Alpha), Olympus oder Pentax wird bei Canon (wie bei Nikon und bei Panasonic-Kompaktkameras) die Bildstabilisierung durch bewegliche Linsengruppen im Objektiv, die das Zittern oder Schwanken ausgleichen, erreicht. Seit Einführung von IS bei Canon gibt es bereits mehrere Generationen der Bildstabilisatoren. Während die älteren Generationen nicht für Stativbetrieb oder „Mitzieher“ geeignet waren und ausgeschaltet werden mussten, können die neueren Versionen bei Stativbetrieb (ggf. automatische Abschaltung) oder „Mitziehern“ (manuelle Umschaltung in anderen Betriebsmodus) genutzt werden.

## Design
Das Design des EOS-Systems wurde von der Form der Canon T90 übernommen, die von Luigi Colani entworfen wurde. Die charakteristische und für damalige Zeiten futuristische Form findet bis heute bei allen EOS-Kameras Anwendung.

## Eye Controlled Focussing
In den Modellen EOS 3, EOS 30/30-V, EOS 5, EOS 50-E und EOS IX-E bot Canon das innovative Eye Controlled Focussing (ECF) an: An der Bewegung des Augapfels des Fotografen erkennt das System, wohin der Fotograf schaut, und wählt dann das entsprechende AF-Feld aus. Dieses Feature wurde 2021 erstmals in ein digitales Modell (EOS R3) übernommen.

## Analoge Modelle
Canon hat 2010 mit der EOS-1V die Produktion analoger SLR-Modelle komplett eingestellt. Die letzten neu eingeführten Modelle waren 2004 die EOS 30-V und die 300X, die jedoch schon 2008 wieder vom Markt genommen wurden.

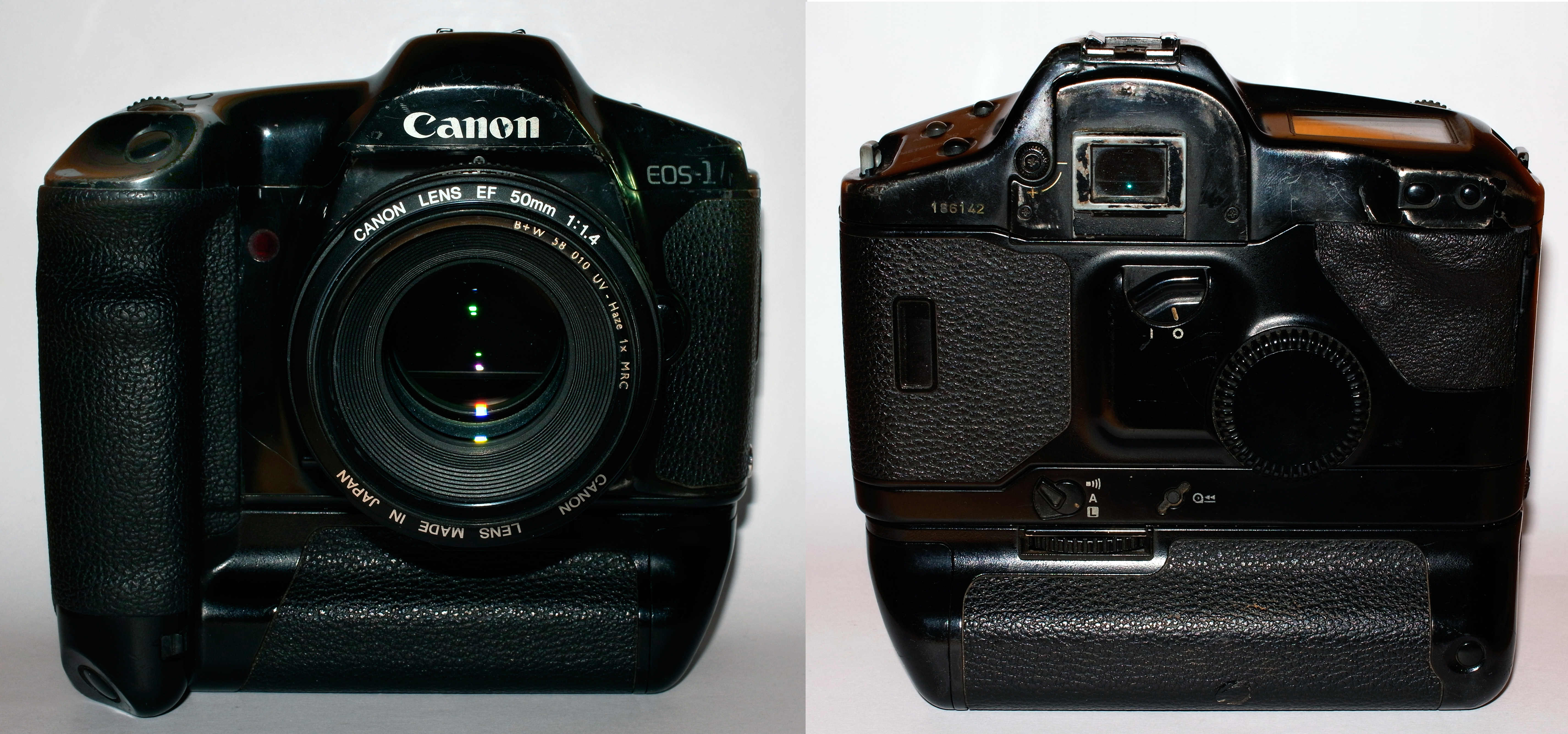
Canon EOS-1 (1989)

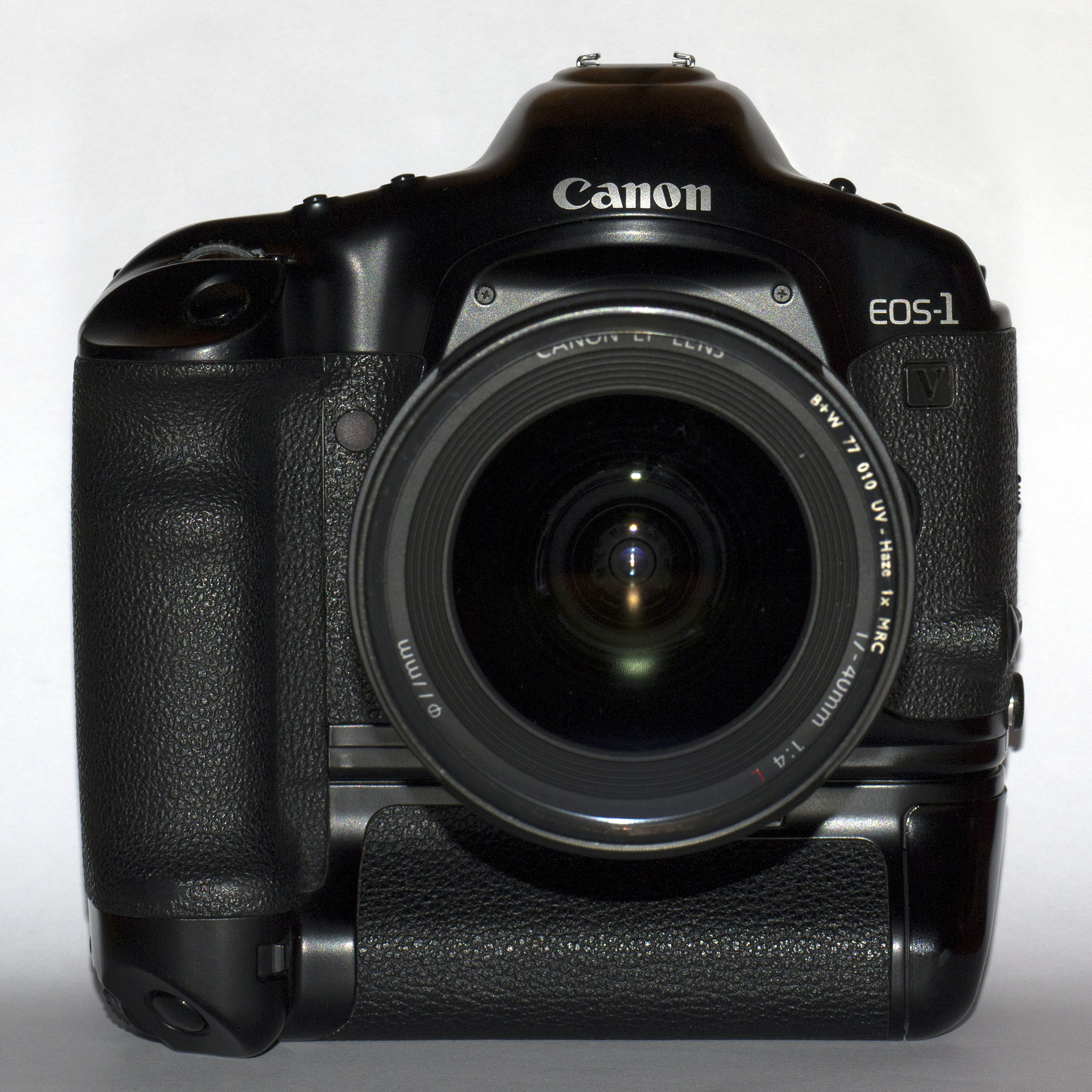
Canon EOS-1V HS (2000)

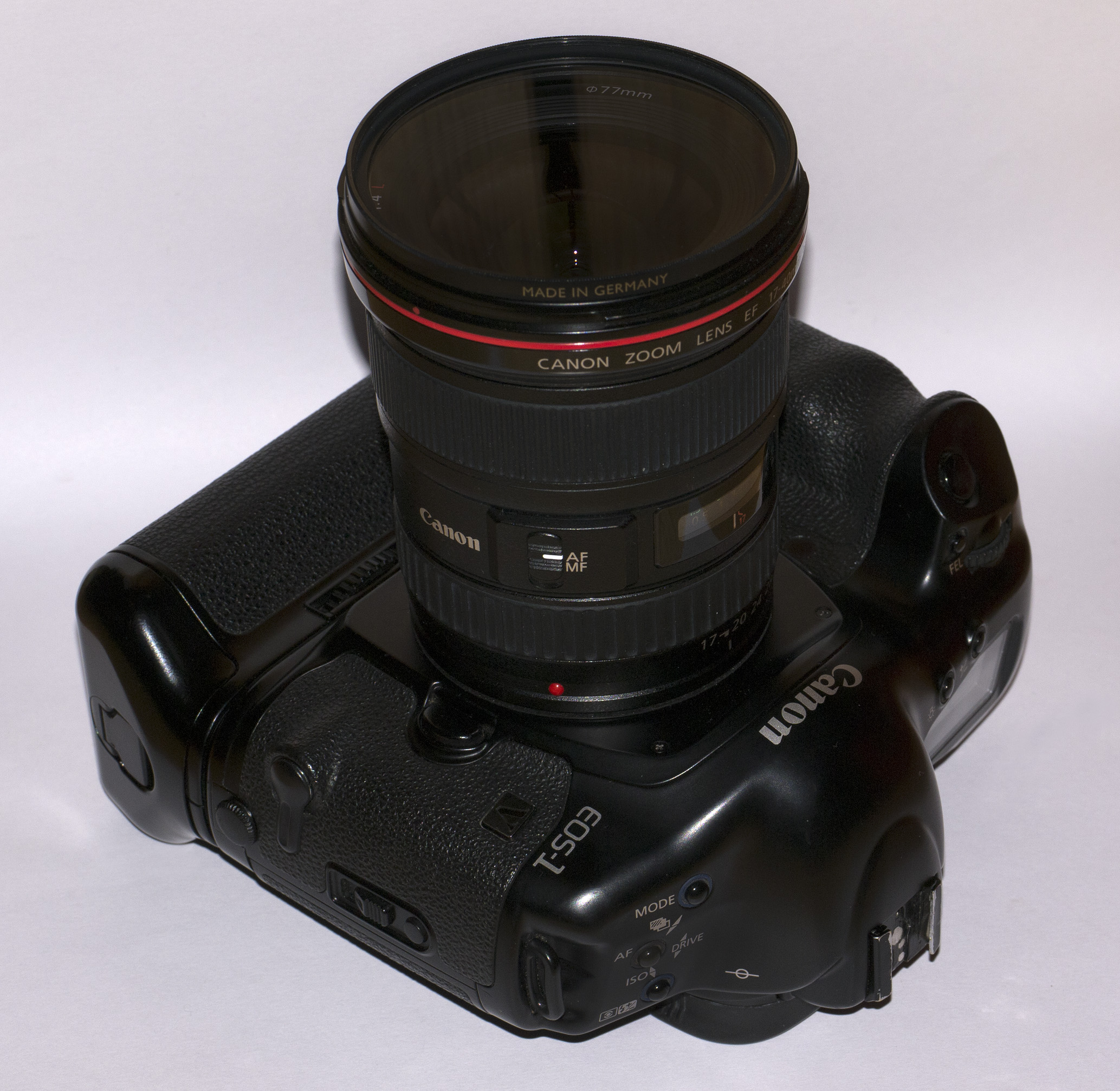
Canon EOS-1V HS (2000)

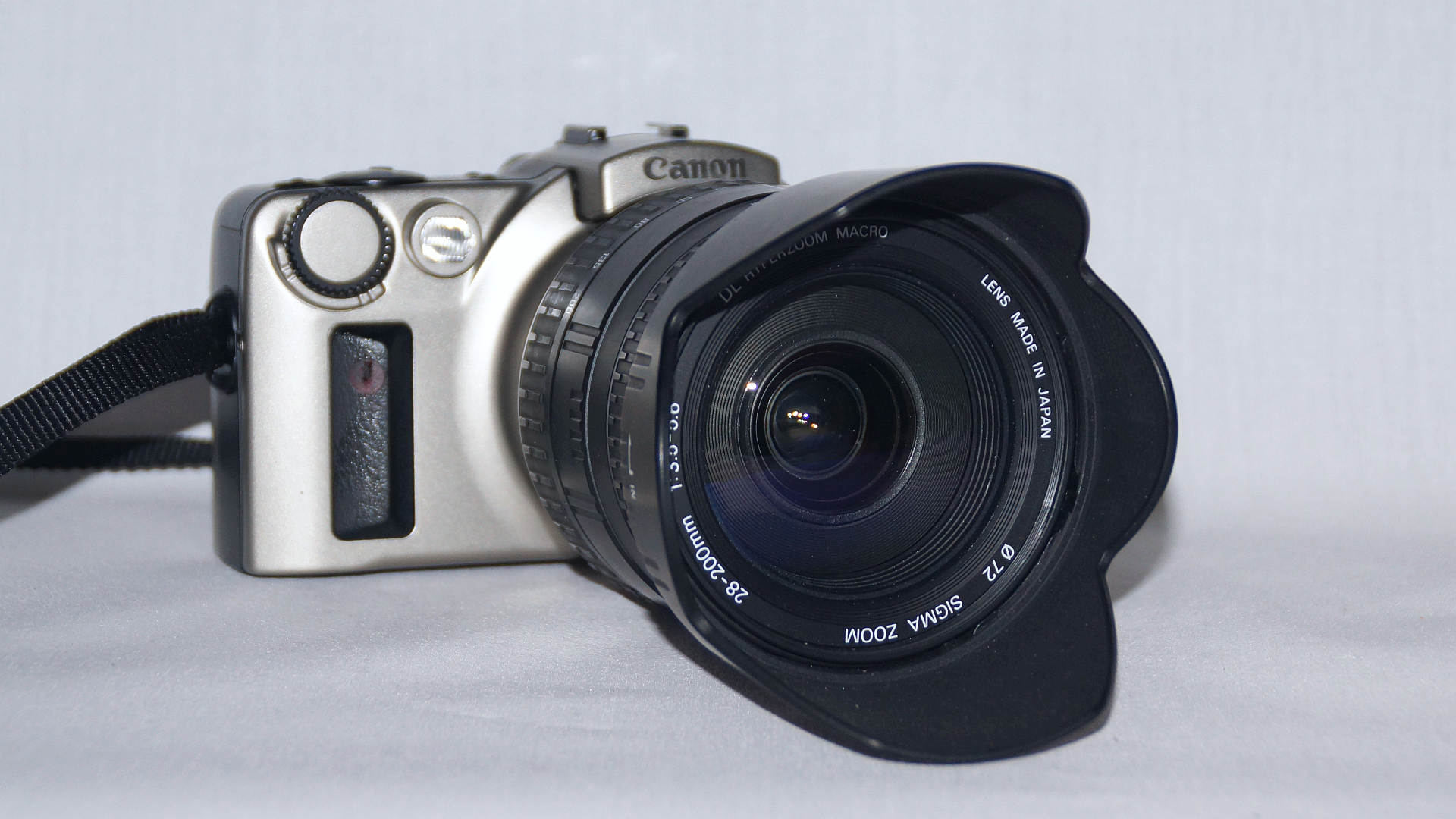
Canon EOS IX, digital mit APS, Wechselobjektiv-tauglich, hier angesetztes Objektiv Sigma Macro-Zoom (ASP, IF) Brennweite 28-200mm

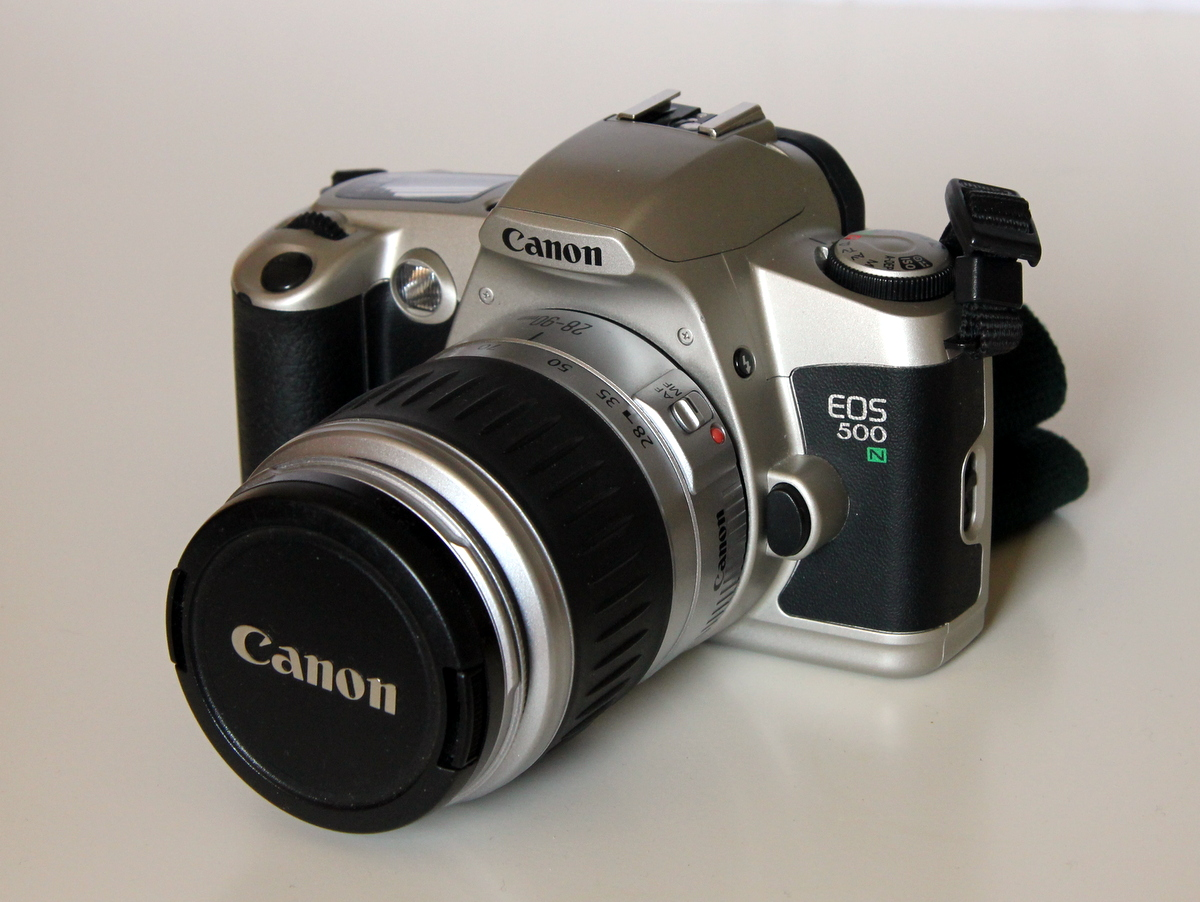
Canon EOS 500N

| Modell- bezeichnung | Markt- ein- führung | Geschwin- digkeit (Bilder/s) | Bemerkungen |
| ------------------- | ------------------- | ---------------------------- | --- |
| Canon EOS-1         | 1989                | 2,5 / 5,5*                   | *mit Booster-Griff; spritzwasserdichtes Gehäuse |
| Canon EOS-1N        | 1994                | 3 / 6*                       | *mit Booster-Griff; spritzwasserdichtes Gehäuse; Modellvarianten 1N-DP und 1N-HS                                                                                   |
| Canon EOS 1N-RS     | 1995                | 10                           | eingebauter Booster-Griff; feststehender Pellicle-Spiegel |
| Canon EOS-1V        | 2000–2010           | 3,6 / 10*                    | *mit Booster-Griff; Exif-Data Readout; Modellvariante 1V-HS (schnellste je gebaute analoge SLR mit beweglichem Spiegel); letztes produziertes Modell der EOS-Reihe |
| Canon EOS 3         | 1998–2008           | 4,3 / 7*                     | *mit Booster-Griff; augengesteuerter Autofokus |
| Canon EOS 5         | 1992                | 5                            | Eye Control; Riemenantrieb (sehr leise); Modellvariante EOS 5-QD (Quartz Data back)                                                                                |
| Canon EOS RT        | 1989                | 5                            | feststehender Pellicle-Spiegel |

| Modell- bezeichnung | Markt- ein- führung | Geschwin- digkeit (Bilder/s) | Bemerkungen                                                                           |
| ------------------- | ------------------- | ---------------------------- | ------------------------------------------------------------------------------------- |
| Canon EOS 10        | 1990                | 5                            | Modellvariante EOS 10-QD (Quartz Data back)                                           |
| Canon EOS 30        | 2000                | 4                            | Eye control; Modellvariante EOS 30-QD (Quartz Data back)                              |
| Canon EOS 30-V      | 2004–2008           | 4                            | Eye control; letzte Neuvorstellung (zusammen mit der EOS 300X) der analogen EOS-Reihe |
| Canon EOS 33        | 2000                | 4                            | Modellvariante EOS 33-V                                                               |
| Canon EOS 50        | 1995                | 2,5                          | Modellvariante EOS 50-QD (Quartz Data back)                                           |
| Canon EOS 50-E      | 1995                | 2,5                          | augengesteuerter Autofokus                                                            |

| Modell- bezeichnung | Markt- ein- führung | Geschwin- digkeit (Bilder/s) | Bemerkungen                |
| ------------------- | ------------------- | ---------------------------- | -------------------------- |
| Canon EOS IX        | 1996                | 2,5                          |                            |
| Canon EOS IX-E      | 1996                | 2,5                          | augengesteuerter Autofokus |
| Canon EOS IX-7      | 1998                | 2,5                          |                            |

| Modell- bezeichnung | Markt- ein- führung | Geschwin- digkeit (Bilder/s) | Bemerkungen |
| ------------------- | ------------------- | ---------------------------- | --- |
| Canon EOS 100       | 1991                | 3                            | Modellvariante EOS 100-QD (Quartz Data back)                                                                             |
| Canon EOS 300       | 1999                | 1,5                          | Modellvariante EOS 300-QD (Quartz Data back)                                                                             |
| Canon EOS 300V      | 2002                | 2,5                          | Modellvariante EOS 300-QD (Quartz Data back)                                                                             |
| Canon EOS 300X      | 2004                | 3                            | Modellvariante EOS 300-QD (Quartz Data back); letzte Neuvorstellung (zusammen mit der EOS 30-V) des analogen EOS-Systems |
| Canon EOS 500       | 1990                | 1                            | |
| Canon EOS 500N      | 1996                | 1                            | Modellvariante EOS 500N-QD (Quartz Data back)                                                                            |
| Canon EOS RT        | 1989                | 5                            | (RT= Real Time) baugleich mit EOS 600 / aber mit feststehendem + teildurchlässigem Spiegel                               |
| Canon EOS 600       | 1989                | 5                            | Nachfolgemodell der EOS 620 / Modellvariante EOS 630                                                                     |
| Canon EOS 620       | 1987                | 3                            | |
| Canon EOS 650       | 1987                | 3                            | erstes EOS-Modell |
| Canon EOS 700       | 1990                | 1,2                          | eingebauter Blitz fährt automatisch zurück                                                                               |
| Canon EOS 750       | 1988                | 1,2                          | erste Canon SLR mit eingebautem Blitz; Modellvariante EOS 750-QD (Quartz Data back)                                      |
| Canon EOS 850       | 1988                | 1,2                          | |
| Canon EOS 1000      | 1990                | 1                            | |
| Canon EOS 1000F     | 1990                | 1                            | |
| Canon EOS 1000N     | 1992                | 1                            | verbesserter Autofokus                                                                                                   |
| Canon EOS 1000FN    | 1992                | 1                            | verbesserter Autofokus; Modellvarianten EOS 1000S und 1000S-QD (Quartz data back)                                        |
| Canon EF-M          | 1991                | 1                            | manueller Fokus (basiert auf der EOS 1000)                                                                               |
| Canon EOS 3000N     | 2002                | 1                            | Modellvariante 3000N-QD (Quartz data back)                                                                               |
| Canon EOS 3000V     | 2003                | 1,5                          | |
| Canon EOS 5000      | 1995                | 1                            | |

## Interessantes
Die erste EOS-Kamera, die EOS 650 von 1987, zeichnete sich zwar durch das neuartige Autofokussystem aus, bot aber bei weitem nicht die technischen Möglichkeiten wie das mit FD-Bajonett ausgestattete Spitzenmodell Canon T90 von 1986, die sogar Multi-Spot-Messung gestattete. Dieses Feature ist heute nur in den digitalen Topmodellen anzutreffen und war ebenfalls nur in analoge Systeme der Profiklasse integriert. Die T90 war nur ein Jahr auf dem Markt, bevor das EOS-System kam.
1990, drei Jahre nachdem das EOS-System eingeführt wurde, brachte Canon noch eine manuelle Kamera mit FD-Bajonett auf den Markt, die Canon T60, welche von der Firma Cosina entworfen wurde und an ihre eigene CT-1 anlehnte.
1991 wurde sogar ein EOS-Modell mit manuellem Fokus vorgestellt. Die EF-M (ohne „EOS“) basierte technisch auf der EOS 1000 (ohne LCD und eingebauten Blitz), hatte aber anstatt eines Autofokus nur eine optische Fokussierhilfe im Sucher. Außerdem besaß sie als einzige Kamera des EOS-Systems einen Schnittbildindikator mit Mikroprismenring, wie er zuvor in den Kameras der FD-Serie üblich war.